# Intercités de Nuit

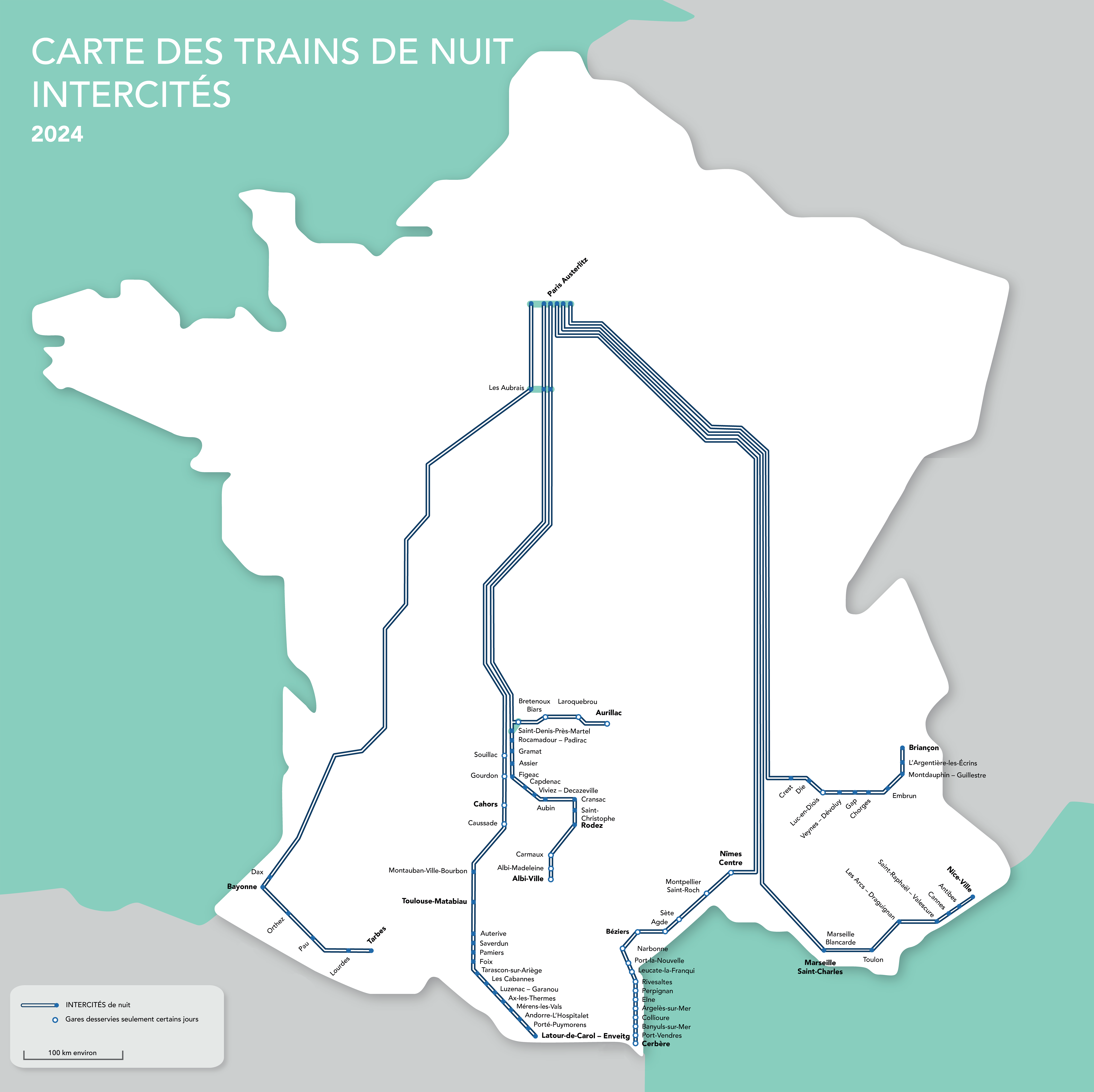
A 2024-es hálózat térképe

Az Intercités de Nuit, korábbi nevén Corail Lunéa (2009 előtt) vagy Lunéa (2010-2012 között), az SNCF éjszakai vasúti járatait üzemeltető leányvállalata.
2016. július 1-től a hálózatot jelentősen lerövidítették költségvetési megszorítások miatt, így csak három útvonal maradt: Párizs-Briançon, Párizs-Rodez és a  Párizs-Gare de Latour-de-Carol - Enveitg.

## Útvonalak

### Útvonalak 2012-ig

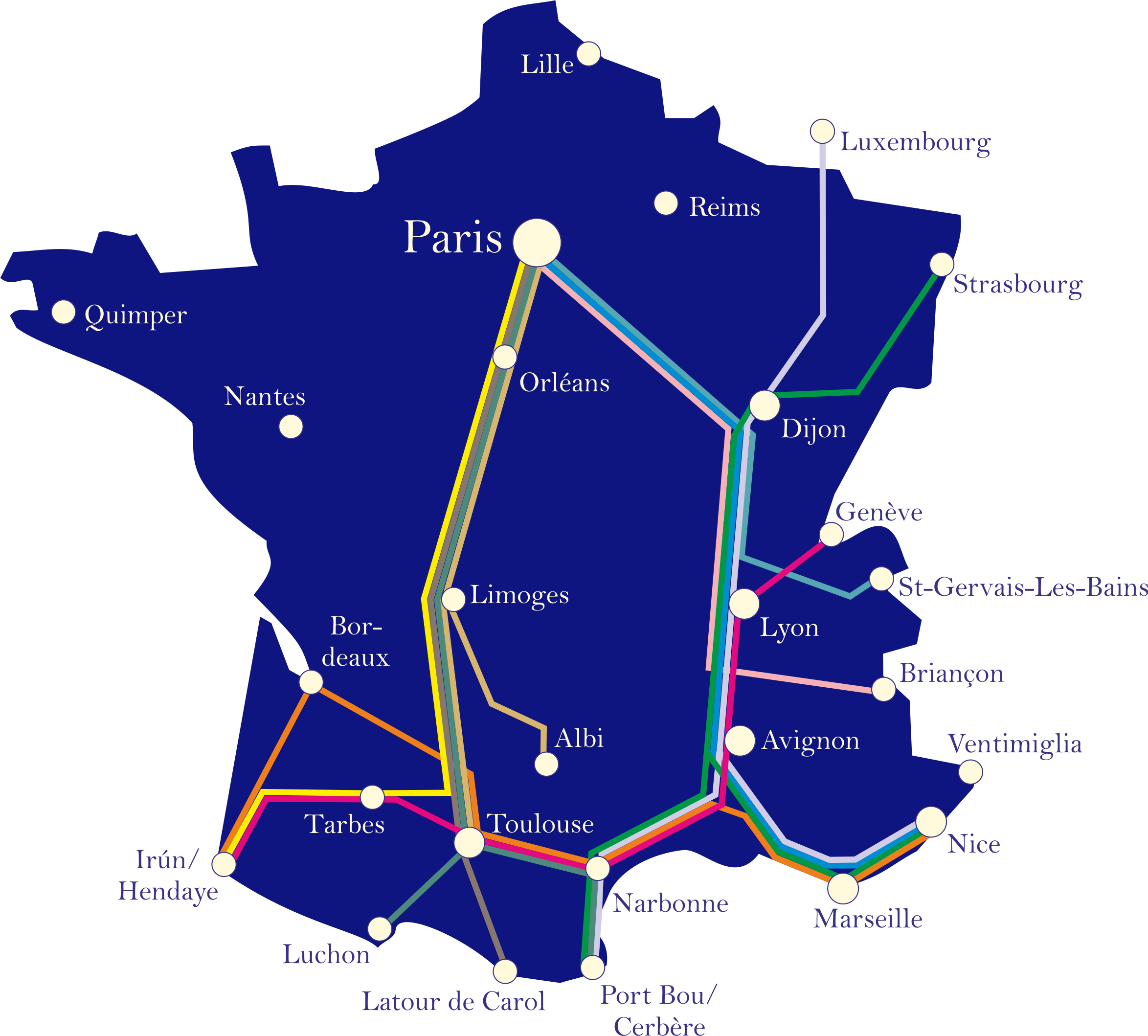
A 2012-es hálózat térképe

A lista a 2012-es Lunéa hálózat állomásait sorolja fel.
| Útvonal                                                           | Állomások | Gyakoriság                         |
| ----------------------------------------------------------------- | --- | ---------------------------------- |
| Párizs-Austerlitz - Irun / Tarbes                                 | Párizs-Austerlitz - Les Aubrais-Orléans - Morcenx - Dax - Bayonne - Biarritz - Guéthary - Saint-Jean-de-Luz - Ciboure - Les Deux-Jumeaux - Hendaye - Irun mellék ág: Dax - Orthez - Pau - Lourdes - Tarbes | naponta                            |
| Párizs-Austerlitz - Nice-Ville                                    | Párizs-Austerlitz - Toulon - Les Arcs-Draguignan - Fréjus - Saint-Raphaël-Valescure - Cannes - Antibes - Nice-Ville | naponta                            |
| Párizs-Austerlitz - Toulouse / Albi                               | Párizs-Austerlitz - Les Aubrais-Orléans - Souillac - Gourdon - Cahors - Caussade - Montauban-Ville-Bourbon - Toulouse-Matabiau mellék ág: Les Aubrais-Orléans - Saint-Denis-près-Martel - Rocamadour-Padirac - Gramat - Assier - Figeac - Capdenac - Viviez-Decazeville - Aubin - Cransac - Saint-Christophe - Rodez - Carmaux - Albi-Madeleine - Albi-Ville | csak hétvégén                      |
| Párizs-Austerlitz - Portbou / Latour-de-Carol / Luchon            | Párizs-Austerlitz - Les Aubrais-Orléans - Vierzon - Limoges-Bénédictins - Castelnaudary - Carcassonne - Lézignan-Corbières - Narbonne - Perpignan - Elne - Argelès-sur-Mer - Collioure - Port-Vendres - Banyuls-sur-Mer - Cerbère - Portbou mellék ág: Limoges-Bénédictins - Auterive - Saverdun - Pamiers - Foix - Tarascon-sur-Ariège - Les Cabannes - Luzenac-Garanou - Ax-les-Thermes - Mérens-les-Vals - L'Hospitalet-près-l'Andorre - Porté-Puymorens - Latour-de-Carol-Enveitg mellék ág: Limoges-Bénédictins - Muret - Carbonne - Boussens - Saint-Gaudens - Montréjeau - Loures-Barbazan - Saléchan-Siradan - Marignac-Saint-Béat - Luchon | naponta                            |
| Párizs-Austerlitz - Bourg-Saint-Maurice / Saint-Gervais-les-Bains | Paris-Austerlitz - Chambéry-Challes-les-Eaux - Albertville - Moûtiers-Salins-Brides-les-Bains - Aime-La Plagne - Landry - Bourg-Saint-Maurice mellék ág: Chambéry-Challes-les-Eaux - Aix-les-Bains-Le Revard - Rumilly - Annecy - La Roche-sur-Foron - Cluses - Sallanches-Combloux-Megève - Saint-Gervais-les-Bains-Le Fayet | csak hétvégén                      |
| Párizs-Austerlitz - Briançon                                      | Párizs-Austerlitz - Crest ... Gap ... Briançon | csak télen                         |
| Hendaye - Nice-Ville                                              | Hendaye - Saint-Jean-de-Luz-Ciboure - Biarritz - Bayonne - Dax - Bordeaux-Saint-Jean - Marmande - Agen - Montauban-Ville-Bourbon - Toulouse-Matabiau - Marseille-Saint-Charles - Toulon - Les Arcs-Draguignan - Saint-Raphaël-Valescure - Cannes - Antibes - Nice-Ville | csak hétvégén                      |
| Hendaye - Geneva                                                  | Hendaye - Saint-Jean-de-Luz-Ciboure - Biarritz - Bayonne - Dax - Puyoô - Orthez - Pau - Coarraze-Nay - Lourdes - Tarbes - Lannemezan - Saint-Gaudens - Toulouse-Matabiau - Valence-Ville - Lyon-Part-Dieu - Genève-Cornavin | nyáron és ünnepnapokon             |
| Strasbourg / Luxembourg - Nice-Ville / Portbou                    | Strasbourg - Sélestat - Colmar - Mulhouse - Belfort - Montbéliard - Besançon-Viotte - Lyon (nincs megállás) - Avignon-Centre - Arles - Marseille-Saint-Charles - Toulon - Les Arcs-Draguignan - Saint-Raphaël-Valescure - Cannes - Antibes - Nice-Ville mellék ág: Luxembourg - Thionville - Metz-Ville - Nancy-Ville - Toul - Neufchâteau - Culmont-Chalindrey - Lyon mellék ág: Lyon - Nîmes - Montpellier-Saint-Roch - Sète - Agde - Béziers - Narbonne - Perpignan - Elne - Argelès-sur-Mer - Collioure - Port-Vendres - Banyuls-sur-Mer - Cerbère - Portbou                                                                                    | naponta (Portbou ág csak hétvégén) |

### Útvonalak 2017-ben
A lista a 2017-es Lunéa hálózat állomásait sorolja fel.
| Útvonal                 | Állomások | Gyakoriság |
| ----------------------- | --- | ---------- |
| Paris - Briançon        | Paris-Austerlitz - Crest - Die - Luc-en-Diois - Veynes-Dévoluy - Gap - Chorges - Embrun - Montdauphin-Guillestre - L'Argentière-les Écrins - Briançon |            |
| Paris - Latour-de-Carol | Paris-Austerlitz - Les Aubrais - Toulouse-Matabiau - Auterive - Saverdun - Pamiers - Foix - Tarascon-sur-Ariège - Luzenac-Garanou - Ax-les-Thermes - Mérens-les-Vals - L'Hospitalet-près-l'Andorre - Porté-Puymorens - Latour-de-Carol-Enveitg |            |
| Paris - Portbou / Albi  | Paris-Austerlitz - Les Aubrais - Souillac - Gourdon - Cahors - Caussade - Montauban-Ville-Bourbon - Toulouse-Matabiau - Castelnaudary - Carcassonne - Lézignan-Corbières - Narbonne - Perpignan - Elne - Argelès-sur-Mer - Collioure - Port-Vendres - Banyuls-sur-Mer - Cerbère - Portbou mellék ág: Les Aubrais - Saint-Denis-près-Martel - Rocamadour-Padirac - Gramat - Assier - Figeac - Capdenac - Viviez-Decazeville - Aubin - Cransac - Saint-Christophe - Rodez - Carmaux - Albi-Madeleine - Albi-Ville |            |
| Paris - Nice            | Paris-Austerlitz - Marseille-Blancarde - Toulon - Les Arcs-Draguignan - Saint-Raphaël-Valescure - Cannes - Antibes - Nice-Ville | naponta    |

## Útvonalak 2024-ben
2024-ben az alábbi útvonalakon közlekedtek Intercités de Nuit járatok:
| Útvonal                 | Állomások | Megjegyzés |
| ----------------------- | --- | --- |
| Paris - Briançon        | Paris-Austerlitz - Crest - Die - Luc-en-Diois - Veynes-Dévoluy - Gap - Chorges - Embrun - Montdauphin-Guillestre - L'Argentière-les Écrins - Briançon                                                                              | naponta |
| Paris - Nice            | Paris-Austerlitz - Marseille-Blancarde - Toulon - Les Arcs-Draguignan - Saint-Raphaël-Valescure - Cannes - Antibes - Nice-Ville | naponta |
| Paris - Albi            | Paris - Les Aubrais - Saint-Denis-près-Martel - Rocamadour-Padirac - Gramat - Assier - Figeac - Capdenac - Viviez-Decazeville - Aubin - Cransac - Saint-Christophe - Rodez - Carmaux - Albi-Madeleine - Albi-Ville                 | |
| Paris - Latour-de-Carol | Paris-Austerlitz - Les Aubrais - Auterive - Saverdun - Pamiers - Foix - Tarascon-sur-Ariège - Les Cabannes - Luzenac-Garanou - Ax-les-Thermes - Mérens-les-Vals - Andorre-L'Hospitalet - Porté-Puymorens - Latour-de-Carol-Enveitg | |
| Paris - Cerbère         | Paris-Austerlitz - Nîmes - Montpellier - Sète - Agde - Béziers - Narbonne - Port-la-Nouvelle - Leucate - Rivesaltes - Perpignan - Elne - Argelès-sur-Mer - Collioure - Port-Vendres - Banyuls-sur-Mer - Cerbère                    | 2023. december 10. óta pályaépítés miatt ezt a járatot elterelték, hogy áthaladjon a Rhône-völgyön és új állomásokat szolgáljon ki a Földközi-tenger partján. Aubrais állomást ez a vonat már nem érinti. |
| Paris - Hendaye         | Paris-Austerlitz - Les Aubrais - Tarbes - Lourdes - Pau - Orthez - Dax – Bayonne – Biarritz – Saint-Jean-de-Luz-Ciboure - Hendaye                                                                                                  | |
| Paris - Toulouse        | Paris-Austerlitz - Les Aubrais - Souillac - Gourdon - Cahors - Caussade - Montauban-Ville-Bourbon - Toulouse-Matabiau | |